# Никифор Карантин
Никифор Карантин, срещан и като Карандин (на гръцки: Νικηφόρος ὁ Καραντηνός), е византийски военачалник от XI век, сражавал се срещу българите на Балканите и срещу норманите в Италия. За него пише Йоан Скилица.
Никифор Карантин е син на антиохийския дука Константин Карантин и родственик на император Роман II Аргир. За първи път за него споменава Йоан Скилица, който го посочва като стратега на Навплио, който през 1032 г. отблъснал с помощта на флота на Рагуса едно нападение на арабски пирати над Киркира. На следващата година Карантин трябвало да се справи с голямо сарацинско нашествие от Африка, което опустошило островите и крайбрежието. Карантина успял да влезе в сражение със сарацините и да ги обърне в бягство, но пленил много от тях и ги изпратил оковани на императора в столицата.  Въпреки това според някои мнения е по-вероятно Никифор Карантина да е бил стратег на Навпакт, който се намира на Адриатическо море, където са извършвани арабските набези.
Навпакт през първата половина на XI век е център на стратегия, част от тема Никополис, но управлението на такава стратегия не подхождало на човек с висок ранг на патрикий, с какъвто Никифор се споменава по това време. Ето защо според руския учен Александър Мохов, най-вероятно Никифор Карантин е назначен на такава дребна длъжност като наказание за съучастие в заговор срещу императора, като се допуска възможността той да е неназованият по име в някои източници син на дука, арестуван през 1030 г. за участие в заговора срещу император Роман Аргир, разкрит по време на похода на Аргир срещу арабите в Сирия през лятото на същата година.
Освен срещу сарацините Карантин се бие срещу българите и за успехите си по-късно е назначен за дук на Скопие.
През 1070 година Никифор Карантин се бие срещу норманите, става стратег на Бриндизи. През 1072 г. той се опитва да потуши въстанието на Константин Бодин.